# Werchnjotorezke
Werchnjotorezke (ukrainisch Верхньоторецьке; russisch Верхнеторецкое Werchnetorezkoje) ist eine Siedlung städtischen Typs im Zentrum der ukrainischen Oblast Donezk mit etwa 2900 Einwohnern.
Die 1772 gegründete Ortschaft liegt am Oberlauf des Krywyj Torez und ist seit 1938 eine Siedlung städtischen Typs. Zwischen 1963 und 1978 trug sie den Namen Skotuwata (Скотувата).

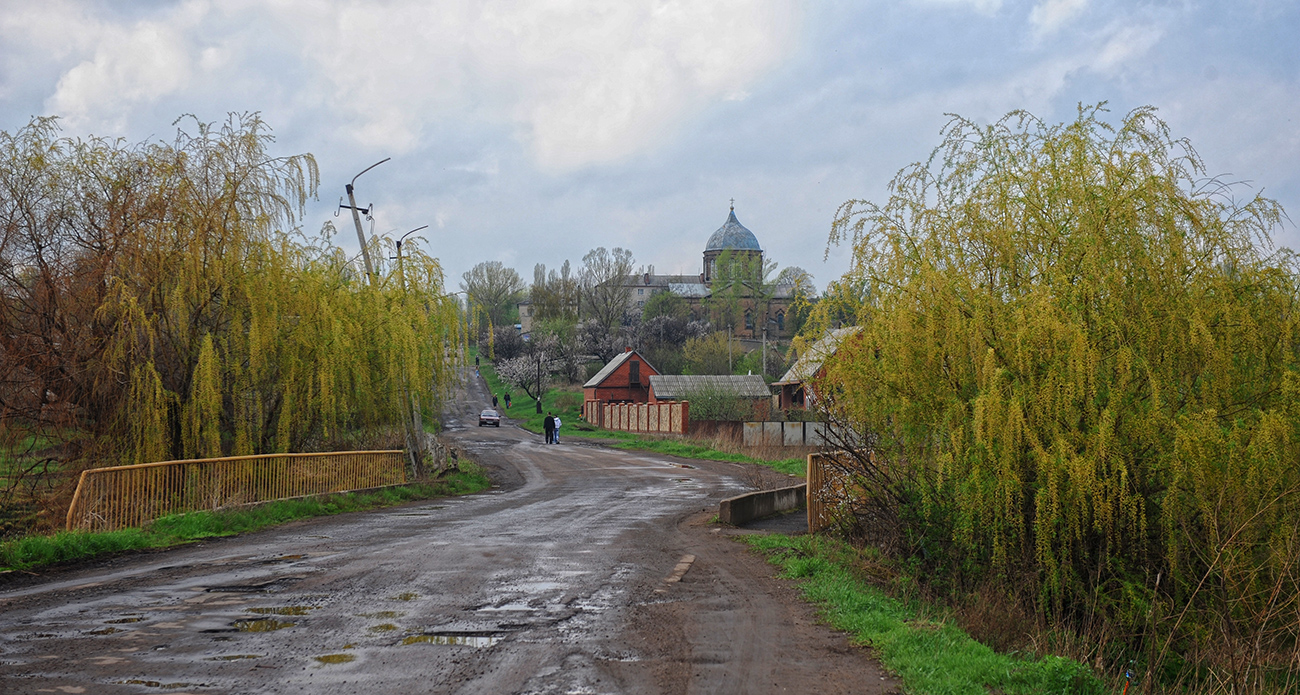
Blick über eine Brücke des Krywyj Torez auf die St.-Demetrius-Kirche in Werchnjotorezke

Die Siedlung liegt nördlich vom ehemaligen Rajonzentrum Jassynuwata und besitzt eine Bahnstation an der Eisenbahnstrecke von Jassynuwata nach Kramatorsk. Im Süden der Ortschaft verläuft die Fernstraße M 04 und seit 2014 der Frontverlauf zur „Volksrepublik Donezk“.

## Gemeinde
Am 12. Juni 2020 wurde die Siedlung ein Teil der neugegründeten Siedlungsgemeinde Otscheretyne, bis dahin bildete sie zusammen mit den Dörfern Trojizke (Троїцьке) und Wassyliwka (Василівка) sowie der Ansiedlung Betmanowe (Бетманове) die gleichnamige Siedlungsratsgemeinde Werchnjotorezke (Верхньоторецька селищна рада/Werchnjotorezka selyschtschna rada) im Norden des Rajons Jassynuwata.
Am 17. Juli 2020 wurde der Ort selbst ein Teil des Rajons Pokrowsk.

## Söhne und Töchter der Ortschaft
- Oleksandr Bohdanow, ukrainischer Geschäftsmann, Kommunalpolitiker und Held der Ukraine (2013) kam 1956 im Ort zur Welt.